# Club Deportivo de Remo Kaiku
El Club Deportivo de Remo Kaiku es un club polideportivo fundado el 22 de diciembre de 1923 con el nombre de Sociedad Deportiva Kaiku en el barrio de Simondrogas, en la localidad vizcaína de Sestao. Su fundador y primer presidente fue Pedro Barrondo Garay. Debe su fama a su sección de remo, inaugurada en 1925.
El Club Deportivo de Remo de Sestao compite desde 1929 con el nombre de Kaiku, vocablo eusquérico que designa una prenda de vestir típica vasca.

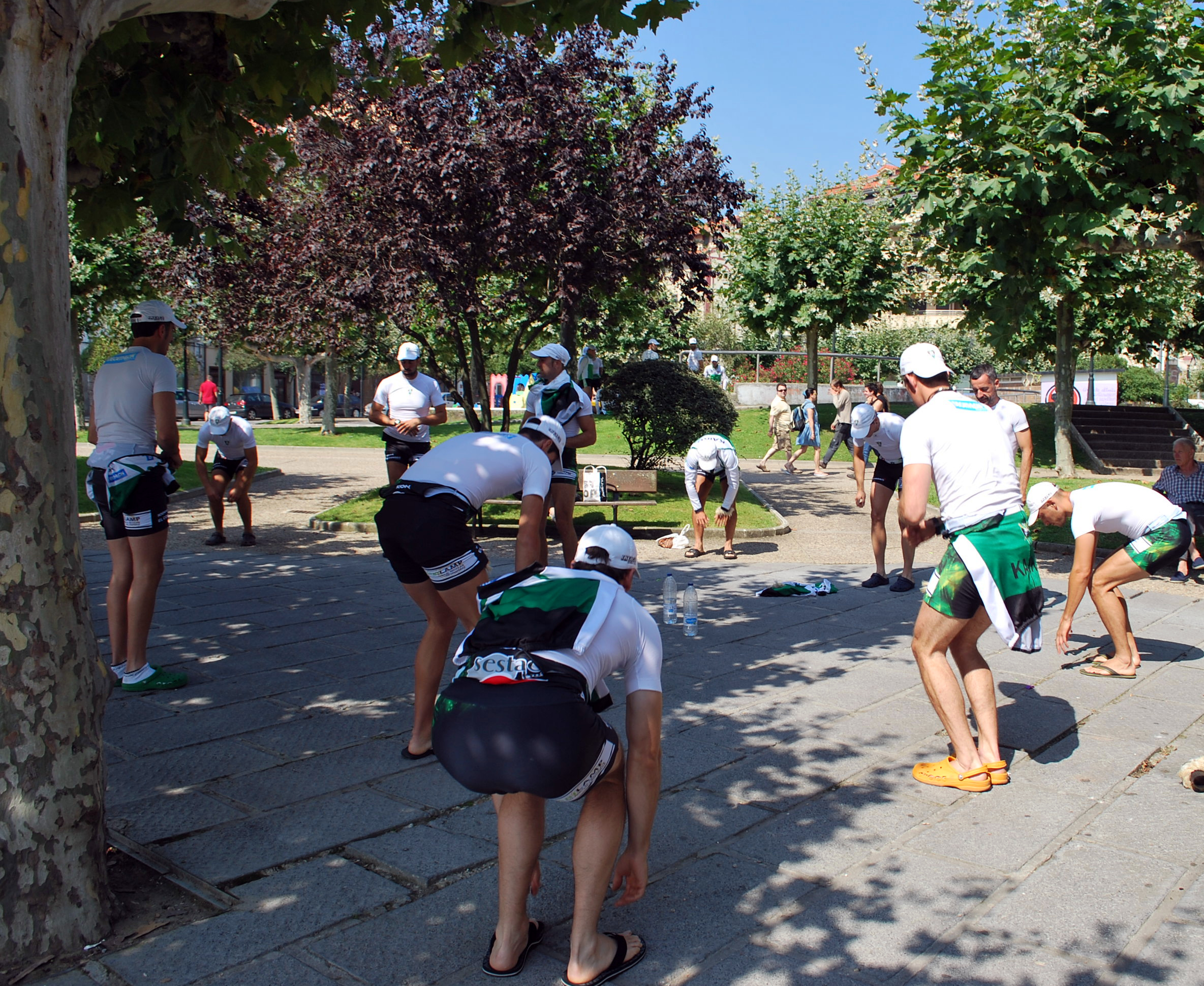
En 2011.

Sus colores son el verde y el negro y su trainera actual se llama Bizkaitarra ('la Vizcaína').

## Historia

### Desde 1923

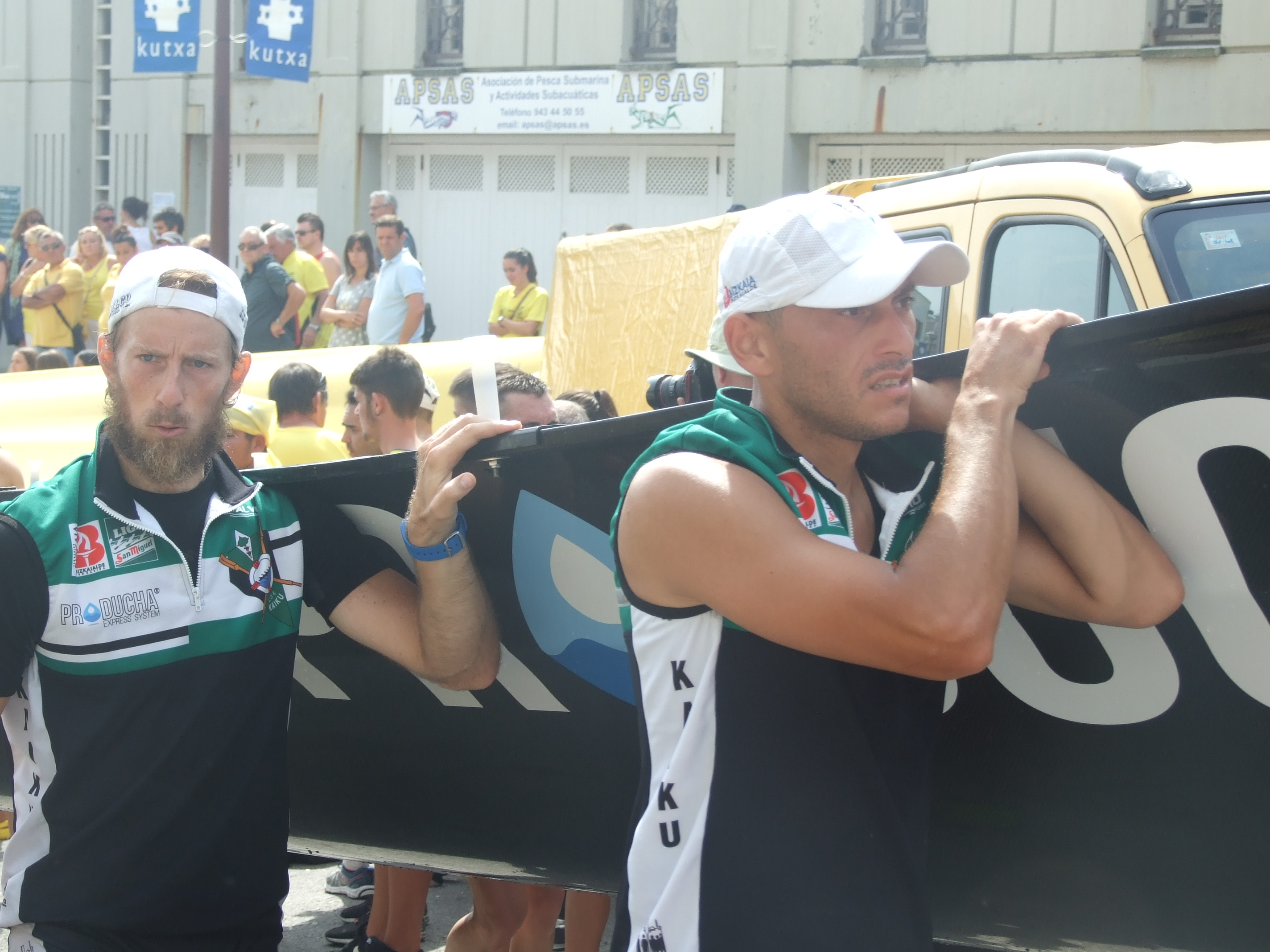
Remeros de Kaiku en la bandera de la Concha 2016.

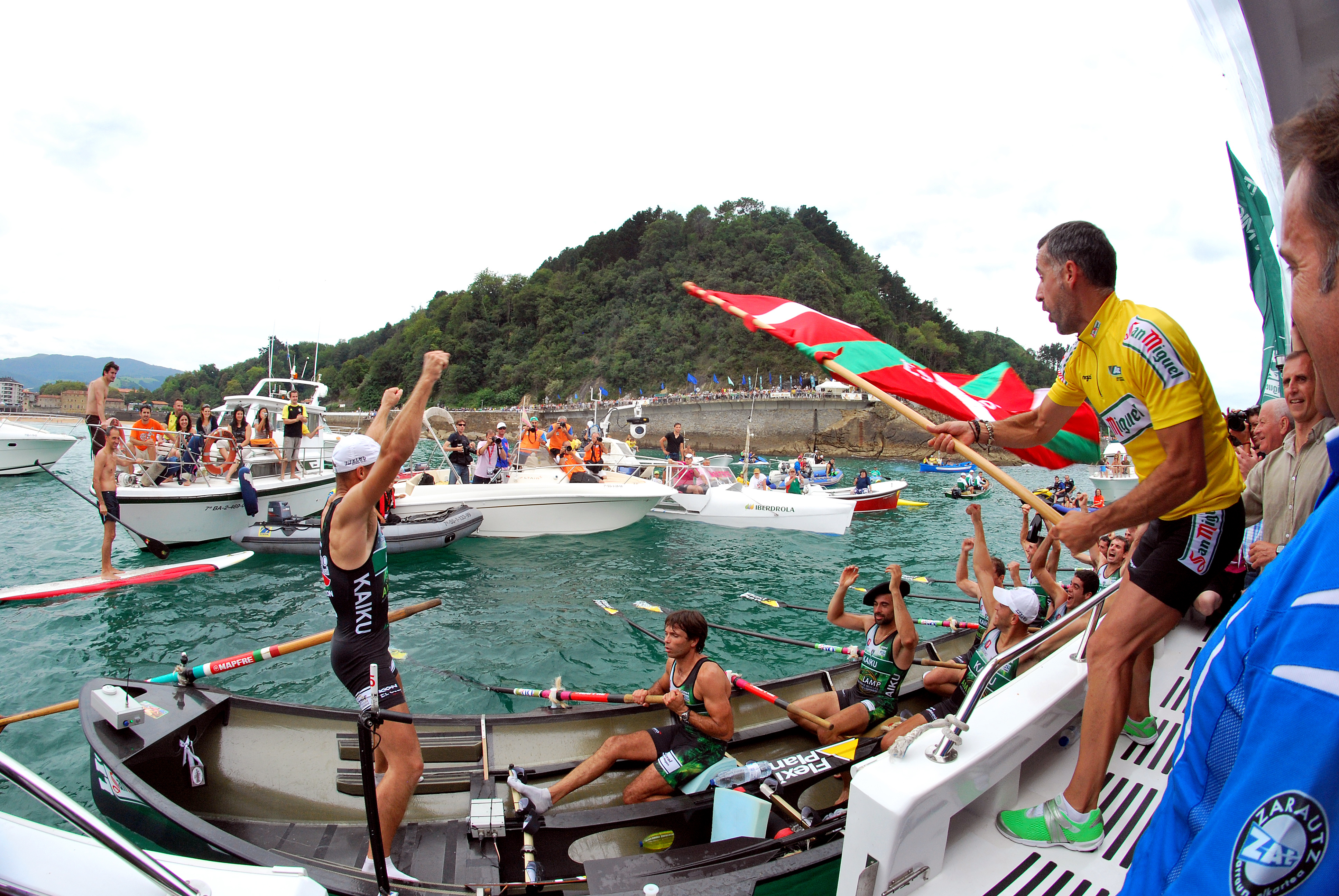
Remeros de Kaiku tras ganar la bandera de Zarauz.

En el barrio sestaotarra de Simondrogas, junto al río Galindo y por iniciativa de un grupo de amigos encabezados por Pedro Barrondo Garai, se creó en 1923 la Sociedad Deportiva Kaiku. El nuevo club adoptó como distintivo los colores verde y negro -los del Sestao Sport Club-, y en el discurrir de casi un siglo lo ha exhibido a bordo de la "Juanita" -su primera trainera- y sucesivamente de la "Kaikutarra", "Bilbotarra", "Bizkaiko Ama", "Cincuentenaria" y su actual embarcación, "Bizkaitarra", convirtiéndose en uno de los clubs de remo de más tradición.
Su primera sede estuvo en Simondrogas. De ahí pasó a la plaza Urbinaga y, finalmente, en 1979 se trasladó a un pabellón ubicado en La Punta de Sestao, junto a la desembocadura del río Galindo y frente al desarrollo de Urban Baracaldo, donde posee unas instalaciones en propiedad (terreno de 2.500m² y pabellón deportivo de 1.200 m²). A lo largo de su historia el club ha estado presidido por Pedro Barrondo Garai, Mariano y Daniel Arkotxa, Andoni Zubiaga, Florentino Barañano, Pascual Orbe y más recientemente por Basilio Vázquez, José Manuel Monje y Jon Basabe, su actual presidente.

### Origen
La primera actividad deportiva desarrollada por la Sociedad fue el fútbol pero a partir de 1925 y representando al Sestao Sport, propietario de la "Juanita", comenzó a competir en regatas con Paulino Asua como patrón. En 1929, empezó a actuar en las confrontaciones remeras con el nombre de Kaiku y cambió la "Juanita" -que ese mismo año le fue donada por el Sestao Sport- por la "Bilbotarra", una nueva trainera adquirida a los constructores Ondarroa y Mendiguren (Axpe-Erandio) por el precio de 1.500 pesetas.

### Comienzos
A lo largo de la historia, Kaiku ha sido uno de los clubes de remo más laureados del Cantábrico. Vivió su época dorada en la década de los 70 y principios de los 80, y ahora, después de unos años de remo en categorías inferiores, compite en la Liga ACT a bordo de "Bizkaitarra", una embarcación construida a base de fibra y carbono en el astillero Amilibia. Ha cosechado innumerables éxitos deportivos a lo largo de su historia, siendo en la actualidad el único club poseedor de la corona "la Caixa" de la Liga San Miguel de la Asociación de Clubes de Traineras (ACT).

### Arraigo
En la actualidad, cuenta con más de 100 deportistas compitiendo en todas las categorías y disciplinas de remo, desde deporte escolar hasta federado, tanto en banco fijo (batel, trainerilla y trainera) como en banco móvil (remo olímpico) en competición provincial, autonómica y estatal, en todas las modalidades. Además, este año Kaiku cuenta con la presencia de una trainera en la Liga ARC (Grupo 2).

### Actualidad
Vivió unos buenos resultados deportivos entre 2009 y 2013, donde conquistó ligas, banderas de La Concha y numerosos campeonatos bajo la presidencia de José Manuel Monje. El 6 de octubre de 2015 es presentada la nueva Junta Directiva presidida por Jon Basabe, actual arquitecto municipal de Santurce, imputado en 2010 por el 'Caso Urdicam' y ligado al consejo de administración de la empresa Iurbentia del Grupo Afer, el cual también estuvo envuelto en polémicas en torno a Jabyer Fernández y su gestión. Esto lleva a que el proyecto de nueva construcción de un pabellón de remo en el entorno de La Punta no esté exento de polémica.
En 2017, tras sufrir problemas económicos, el nivel deportivo bajó y los remeros sufrieron impagos. Basabe se vio abocado a convocar elecciones, a las que finalmente no se presentó ninguna candidatura, por lo que fue una Junta Gestora la que tomara las dirección del económica y administrativa del club.

## Directiva y cuerpo técnico[7]

### Junta directiva
La junta directiva actual está conformada por los siguientes miembros:
| Cargo           | Nombre                                                       |
| --------------- | ------------------------------------------------------------ |
| Presidente      | Amador Antón                                                 |
| Vicepresidentes | Belén Rodero Iñaki Mendikote Javier Escobal                  |
| Secretario      | Naia Txapartegi                                              |
| Tesorero        | Sergio de Martín Elena                                       |
| Vocales         | Andoni Adrián García Ganixtebe Lerma Mentxaka Sergio Botella |

## Palmarés

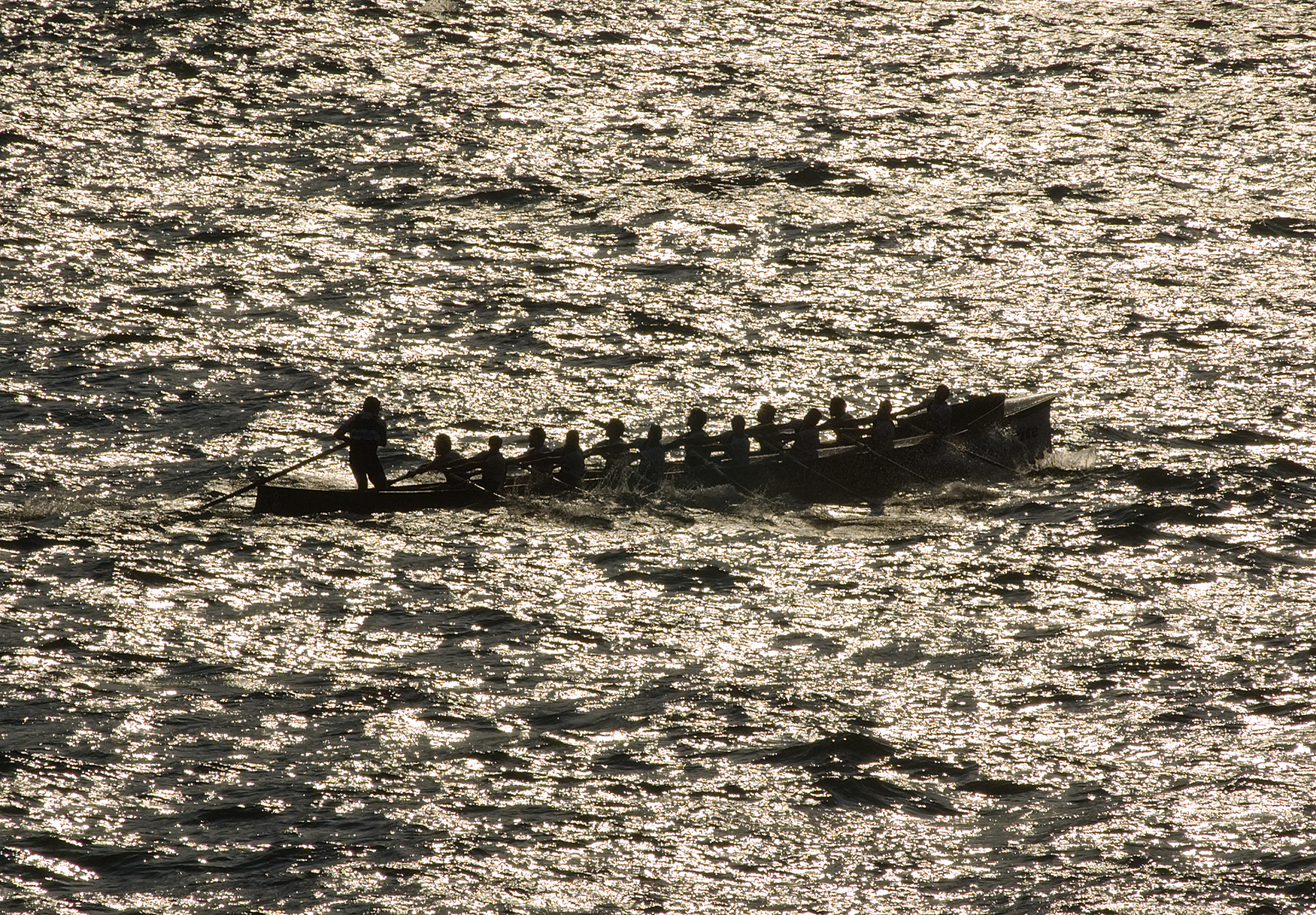
En la bandera de La Concha de 2007

- 6 Banderas de la Concha: 1978, 1980, 1981, 1982, 2009 y 2012. (En 1959 ganó una más junto a la S.D.R.Iberia con el nombre "Sestao").
- 3 Ligas San Miguel: 2011, 2012 y 2013. (Corona en propiedad)
- 7 Campeonatos de España de Traineras: 1978, 1981, 1982, 2009, 2010, 2011 y 2013.
- 7 Campeonatos del País Vasco de Traineras: 1979, 1980, 1981, 2009, 2010, 2012 y 2013.
- 14 Campeonatos de Vizcaya de Traineras: 1971, 1972, 1973, 1978, 1980, 1982, 1986, 1993, 2009, 2010, 2011, 2012, 2013 y 2017.
- 5 Copas del Rey
- 1 Copa de S. E. El Generalísimo
- 2 Copas Presidente de la República
- 2 Copas del Jefe de Estado en propiedad
- 4 Grandes Premios del Nervión: 1978, 1980, 1981 y 1982.
- 6 Banderas de El Corte Inglés
- 6 Banderas Ciudad de Castro Urdiales: 1978, 1981, 1982, 1986, 1993 y 2008.
- 6 Banderas de Santander: 1976, 1978, 1980, 1982, 1985 y 1986.
- 7 Banderas de Guecho: 1980, 1981, 1982, 1983, 1986, 2011 y 2012.
- 5 Banderas de Zarauz: 1978, 2011, 2012, 2013 y 2014
- 1 Bandera de Santoña: 1978.
- 2 Banderas de Santurce: 1980, 1981 (resultados anulados), 2008.
- 2 Banderas de Laredo: 1979 y 1980.
- 3 Banderas Marina de Cudeyo: 1974, 2011 y 2012.
- 4 Banderas Villa de Bilbao: 1980, 1982 y 2006.
- 3 Banderas de Portugalete
- 3 Banderas del Gobierno Vasco
- 1 Bandera de la Semana Grande de San Sebastián: 1985.
- 1 Bandera Teresa Herrera: 1986.
- 1 Bandera Príncipe de Asturias: 1986.
- 2 Banderas Petronor: 1986 y 2008.
- 4 Trofeos Portus Amanus: 1974, 1978, 1981 y 1983.
- 2 GP de Astillero: 1981 y 1982.
- 1 Trofeo Dalia
- 2 Copas Diputación de Vizcaya
- 2 Trofeos de El Corte Inglés
- 2 Banderas de Ondárroa: 1985 y 2008.
- 2 Banderas de Araba Euskaraz
- 2 Banderas de Camargo: 1986 y 2008.
- 1 Bandera de Plencia: 1987.
- 1 Bandera Villa de Avilés: 1996.
- 1 Bandera de Elanchove: 1999 y 2008.
- 1 Bandera de San Juan de Luz: 2006.
- 1 Bandera de Algorta
- 1 Bandera de Las Arenas
- 1 Bandera de Erandio: 2006.
- 1 Bandera Ría del Asón: 2006.
- 1 Bandera de Zumaya
- 3 Banderas de Sestao: 2006, 2008 y 2012.
- 1 Bandera Donostiarra: 2008.